# Dall Island
Dall Island ist eine Insel des Alexanderarchipel vor der Südostküste von Alaska (Panhandle) gelegen, westlich der Prince-of-Wales-Insel und nördlich der Kanadischen Gewässer. Die höchste Erhebung beträgt 745 m. Mit einer Fläche von 657,9 km² nimmt sie in der Liste der größten Inseln der Vereinigten Staaten den 28. Rang ein. Höchster Berg ist der Thunder Mountain im nördlichen Teil der Insel, mit einer Höhe von 948 Metern.
Der United States Census 2000 berichtet von 20 Einwohnern der Insel. Von den Ureinwohnern Alaskas ist bekannt, dass sie vor 2000 bis 3000 Jahren die Küstenhöhlen bewohnten.
Die Insel wird für Fischerei, Forstwirtschaft und als Kalksteinbruch genutzt.
Die Insel hieß früher Quadra, benannt nach Juan Francisco de la Bodega y Quadra, bis sie 1879 zu Ehren des Naturforschers William Healey Dall umbenannt wurde.
Cape Muzon, die Südspitze der Insel, ist der westliche Endpunkt, bekannt als Point A, der A-B Linie, die die Seegrenze zwischen dem US-Bundesstaat Alaska und der Kanadischen Provinz British Columbia gemäß dem Alaska Boundary Treaty von 1903 markiert. Diese Linie ist zugleich die Nordgrenze der Dixon Entrance genannten Meerenge.